# 何亮
何亮（1465年—？），字文明，直隸當塗縣人，山東登州衛官籍，明朝政治人物。

## 生平
弘治十一年（1498年）戊午科山東鄉試第二十八名舉人。弘治十五年（1502年）中式壬戌科會試第九十四名，三甲第九十名進士。授知縣，正德元年十（1506年）二月选授南京户科給事中。

## 家族
曾祖何泰，正千戶；祖父何源；父何瑞，母郟氏。永感下。